# 森田亜貴斗
森田 亜貴斗（もりた あきと、1982年2月5日 - ）は、日本の元男子バレーボール選手、指導者。

## 来歴
奈良県大和郡山市出身。添上高校を経て、近畿大学在学中にジュニア代表に選ばれ、世界ジュニア、アジアジュニアに出場。大学卒業後の2004年にVリーグの松下電器・パナソニックパンサーズに入団し、ミドルブロッカーとしてプレーした。2013/14シーズンをもって現役引退。
引退後はV・チャレンジリーグの近畿クラブスフィーダで監督となり、2017/18シーズンから監督を2シーズン務めた。コーチ時代は天理高等学校女子、天理大学女子、近畿大学男子のコーチも務めていた。2019年2月に大阪国際大学女子バレーボール部監督に就任し1年間指揮。2020年6月、Vリーグ入りを目指す福岡県の女子チーム福岡春日シーキャッツ（現・カノアラウレアーズ福岡）の監督に就任（複数年契約）。
2025年、カノアラウレアーズ福岡の監督を退任。

## 所属チーム

### 選手
- 添上高校
- 近畿大学
- 松下電器・パナソニックパンサーズ/パナソニックパンサーズ（2004-2014年）

### 指導者
- 近畿クラブスフィーダ 監督（2017-2019年）
- 大阪国際大学女子バレーボール部 監督（2019-2020年）
- 福岡春日シーキャッツ 監督（2020-2021年）
- KANOA福岡/カノアラウレアーズ福岡 監督（2021-2025年）

## 交友関係
交流が深く、芸人からは、たけだバーベキュー、新喜劇もじゃ吉田、もりすけ、ビタミンSお兄ちゃん、2700ツネ、藤崎マーケット田崎、渡邉裕規（リンク栃木ブレックス）、ワライナキ（ミュージシャン）など、さまざまな分野に知り合いがいる。